# Drepanolejeunea hamatifolia
Drepanolejeunea hamatifolia là một loài Rêu trong họ Lejeuneaceae. Loài này được (Hook.) Schiffner mô tả khoa học đầu tiên năm 1893.